# Very Short Introductions
Very Short Introductions (Introduções Bem Curtas, em português) é uma série de livros publicada pela Oxford University Press (OUP). Os livros são introduções concisas a assuntos específicos, destinados ao público em geral, mas escritos por especialistas. A maioria tem menos de 200 páginas. Embora os autores possam apresentar pontos de vista pessoais, os livros devem ser "equilibrados e completos", bem como instigantes.
A série começou em 1995 e, em abril de 2018, havia 607 títulos publicados ou anunciados. Os livros tiveram sucesso comercial e foram publicados em mais de 25 idiomas. As instituições podem assinar um serviço online para permitir que seus usuários leiam os livros.
A maioria dos livros foi escrita especificamente para a série, mas cerca de 60 foram reciclados de publicações anteriores da OUP: vários estavam na série Past Masters, da OUP, e os números 17-24 usaram capítulos da The Oxford Illustrated History of Britain (1984).